# The New Zealand Herald
The New Zealand Herald ist mit einer Auflage von 148.700 Exemplaren pro Tag (2014) die auflagenstärkste Tageszeitung in Neuseeland. Die Zeitung, die im Broadsheet-Format herausgegeben wird, befindet sich über die NZME. Publishing Limited im Besitz der in Australien ansässigen APN News & Media (APN). Die Redaktion hat ihren Sitz in Auckland. Das Verbreitungsgebiet der Zeitung ist hauptsächlich der Großraum Auckland, wird aber auch landesweit angeboten und gelesen.

## Geschichte
Der New Zealand Herald wurde 1863 von William Chisholm Wilson gegründet. Am 13. November desselben Jahres erschien die erste Ausgabe. Im Jahre 1876 fusionierte der New Zealand Herald mit der von Alfred Horton 1843 gegründeten The Southern Cross. Sowohl die Horton- als auch die Wilson-Familie waren noch bis 1996 an der Zeitung beteiligt. In dem Jahr kaufte Tony O’Reilly mit seiner Independent News & Media der Horton-Familie ihren Anteil ab. Der jetzige Herausgeber des Herald, die NZME. Publishing Limited gehört über einige Firmenverknüpfungen der australischen APN News & Media Limited (APN), die wiederum zum Großteil der irischen Independent News & Media gehört.
Am 3. Oktober 2004 wurde erstmals eine Sonntagsausgabe der Zeitung herausgegeben, der Herald on Sunday.

## Politische Orientierung
Traditionell war der New Zealand Herald im politischen Spektrum Mitte-rechts positioniert. Aufgrund seiner konservativen Ansichten bekam er in den 1990er-Jahren den Spitznamen „Granny Herald“ (etwa: „Alter Herald“). Dies hat sich jedoch in letzter Zeit gewandelt, sodass der New Zealand Herald heute eher linksgerichtete Positionen wie die britischen Zeitungen The Independent oder The Observer vertritt. Trotzdem lässt sich die Zeitung keiner politischen Partei zuordnen, da sie oft auch gegensätzliche Ansichten zu der neuseeländischen Mitte-links-Regierung vertritt.

## Website
Die Website der Zeitung The New Zealand Herald wurde 1998 unter dem Namen Herald Online gegründet und verzeichnet heute 1,5 Millionen Besucher pro Monat unter der Domain nzherald.com. Sie wurde bei den Webby Awards 2007 zu einer der 12 „Top online newspaper websites“ gekürt.